# Dawid Tkacz
Dawid Tkacz (ur. 25 stycznia 2005 w Łęcznej) – polski piłkarz, grający na pozycji ofensywnego pomocnika. Zawodnik Górnika Łęczna .